# Cabinet Duchač

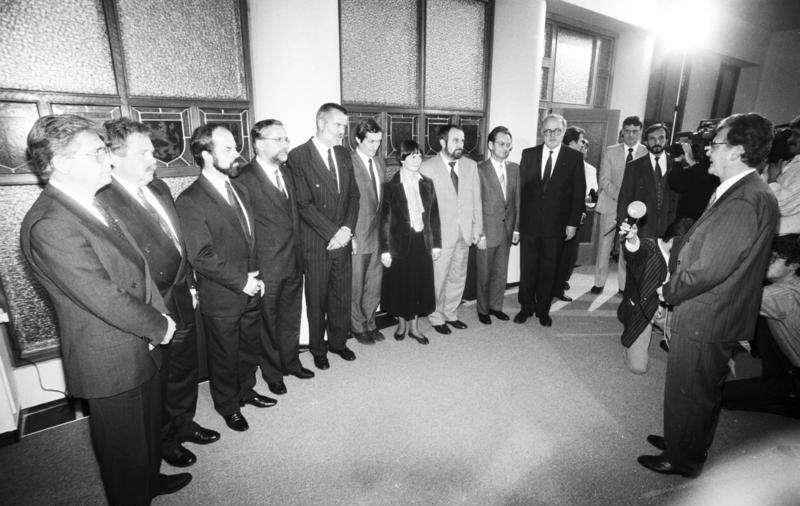
Le gouvernement après sa nomination en 1990

Le gouvernement de Josef Duchač a été un gouvernement du Land allemand de Thuringe. Il a été formé le 8 novembre 1990 par Josef Duchač et était soutenu par une coalition entre l'Union chrétienne-démocrate d'Allemagne (CDU) et le Parti libéral-démocrate (FDP). Son mandat a pris fin le 5 février 1992.
Il s'agissait du premier gouvernement régional depuis la réunification et donc le rétablissement du Land. Il a été remplacé par le premier gouvernement Voghel.

## Composition
| Poste                                                           | Ministre                           | Ministre                                | Parti |
| --------------------------------------------------------------- | ---------------------------------- | --------------------------------------- | ----- |
| Ministre-président                                              |                                    | Josef Duchač                            | CDU   |
| Ministre de l'Intérieur                                         |                                    | Willibald Böck                          | CDU   |
| Ministre des Finances                                           |                                    | Klaus Zeh                               | CDU   |
| Ministre de la Justice et des Affaires fédérales et européennes |                                    | Hans-Joachim Jentsch                    | CDU   |
| Ministre de l'Économie et de la Technologie                     |                                    | Hans-Jürgen Schultz jusqu'au 31/10/1991 | FDP   |
| Ministre de l'Économie et de la Technologie                     | Jürgen Bohn à partir du 07/11/1991 |                                         | FDP   |
| Ministre de l'Agriculture et des Forêts                         |                                    | Volker Sklenar                          | CDU   |
| Ministre des Affaires sociales et de la Santé                   |                                    | Hans-Henning Axthelm                    | CDU   |
| Ministre de l'Éducation                                         |                                    | Christine Lieberknecht                  | CDU   |
| Ministre de la Science et de la Culture Vice-Ministre-président |                                    | Ulrich Fickel                           | FDP   |
| Ministre de l'Environnement et de l'Aménagement du territoire   |                                    | Hartmut Sieckmann                       | FDP   |
| Ministre avec Attributions spéciales                            |                                    | Jochen Lengemann                        | CDU   |